# Sati' al-Husri
Sāṭiʿ al-Ḥuṣrī (in arabo ساطع الحصري‎?; Sana'a, 5 agosto 1880 – Baghdad, 23 dicembre 1968) è stato un politico e scrittore siriano di formazione ottomana, influente nazionalista e pedagogo.

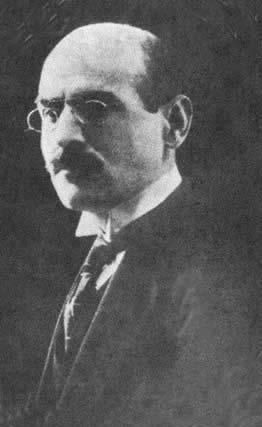
Immagine di Sāṭiʿ al-Ḥuṣrī (1918-20).

Sāṭiʿ al-Ḥuṣrī (in turco Mustafa Satı Bey) nacque in una abbiente famiglia siriana al servizio dell'Impero ottomano. Ciò gli consentì di viaggiare e di non risentire degli effetti dell'educazione conservatrice abitualmente impartita in una delle madrasa ovunque diffuse nel mondo arabo. Passò così gli anni più importanti per la sua formazione culturale a Istanbul, la capitale dell'Impero.
Prima ancora di studiare la lingua araba, imparò il turco e il francese. Quando parlava era avvertibile dagli ascoltatori il suo accento turco.

## Pedagogo
Nel 1900 si diplomò nell'Accademia Reale, e lavorò come insegnante a Ioannina (Epiro, allora facente parte dei territori europei dell'Impero ottomano). Durante questo periodo, cominciò a mostrare interesse sui problemi del nazionalismo